# جوش أوهانلون
جوش أوهانلون (بالإنجليزية: Josh O'Hanlon)‏ (25 سبتمبر 1995 بدبلن في جمهورية أيرلندا - ) هو لاعب كرة قدم أيرلندي في مركز الهجوم. لعب مع نادي بورنموث ونادي يورك سيتي ولونغفورد تاون ‏ وChester F.C. ‏ وأكسفورد سيتي ونادي بول تاون.

## وصلات خارجية
- جوش أوهانلون على موقع قاعدة بيانات كرة القدم.إي يو (الإنجليزية)
- جوش أوهانلون على موقع Soccerbase.com (لاعب) (الإنجليزية)
- جوش أوهانلون على موقع Soccerway.com (الإنجليزية)